# Wikikönyvek
A Wikikönyvek (eredetileg: WikiBooks) egy, a Wikimédia Alapítvány által fenntartott, önkéntesek munkáján alapuló vállalkozás, célja teljes könyveket, leírásokat készíteni a Wiki módszer segítségével.
Magyar részlege, a Wikikönyv(ek) 2004. október 16-án indult, bővebb információ a Wikikönyvekről a magyar oldalán található.

## Lásd még
- Wikipédia:Társprojektek